# Conrad Meyer (Wirtschaftswissenschaftler)
Conrad Meyer (* 25. Juli 1949 in Zürich) ist ein Schweizer Wirtschaftswissenschaftler. Er ist emeritierter Professor für Betriebswirtschaftslehre und war von 1991 bis 2014 Inhaber des Lehrstuhls für Accounting an der Universität Zürich. Seit 2016 ist Meyer ständiger Gastprofessor an der Universität Luzern.
Seine Forschungsschwerpunkte liegen in den Bereichen der Entwicklung, Anwendung und kritischen Beurteilung von nationalen und internationalen Rechnungslegungsstandards sowie bei den Gestaltungsmöglichkeiten der Rechnungslegung hinsichtlich der Auswirkungen auf die Anwender und Adressaten. Zu Meyers Fachbüchern gehören Beiträge zur Konzernrechnung, zur Abschlussanalyse & Unternehmensbewertung sowie zum Finanziellen Rechnungswesen (moderne Einführung ins Accounting). Ausserdem veröffentlichte Meyer  wissenschaftliche Artikel in Fachzeitschriften.

## Werdegang
Meyer studierte von 1969 bis 1974 an der Rechts- und staatswissenschaftlichen Fakultät der Universität Zürich (Abschluss als lic. oec. publ.). Er war Assistent (1976–1979), Oberassistent und ständiger wissenschaftlicher Mitarbeiter (1979–1985) sowie Privatdozent für Betriebswirtschaftslehre (1985–1986) am Institut für schweizerisches Bankwesen der Universität Zürich. Von 1986 bis 1989 war er Assistenzprofessor für Betriebswirtschaftslehre mit spezieller Berücksichtigung des Rechnungswesens und des Bankwesens an der Universität Zürich. 1989 wurde Meyer zum Extraordinarius für Betriebswirtschaftslehre und 1991 zum Ordinarius und Direktor des Instituts für Rechnungswesen und Controlling der Universität Zürich berufen. 1995 verbrachte Meyer einen 2-monatigen Aufenthalt an der Harvard Business School. In dieser Zeit besuchte er Spezialseminare in Accounting und Finance. Von 1996 und 2002 war Meyer nebenamtlicher Prorektor der Universität Zürich (verantwortlich für Planung, Controlling, Finanzen und Informatik der Universität Zürich sowie Leiter des Reformprojekts "uni2000"). Ab 2011 war Meyer Inhaber des Lehrstuhls für Accounting am Institut für Betriebswirtschaftslehre. Nach über 40 Jahren an der Universität Zürich emeritierte er Ende des Frühjahrssemesters 2014. Seit 2016 ist Meyer ständiger Gastprofessor an der Universität Luzern.
In der Schweizer Armee trägt Meyer den Dienstgrad Oberst i Gst a D. Er war Stabschef der F Div 6 sowie Kdt des Inf Rgt 28.
Meyer ist verheiratet und Vater einer Tochter. Er wohnt in Grüningen.

## Weitere Aktivitäten (Auszug)
Meyer ist Vizepräsident des Leitenden Ausschusses der Management Weiterbildung/Executive MBA der Universität Zürich, Präsident der Kommission Schriftenreihe der Treuhand-Kammer, Herausgeber der Schriftenreihe «Beiträge des Instituts für Rechnungswesen und Controlling der Universität Zürich», Mitglied des Stiftungsrats der LGT, Dozent an der Schweizerischen Akademie für Wirtschaftsprüfung sowie Mitglied des Stiftungsrats der Fachkommission für Empfehlungen zur Rechnungslegung Swiss GAAP FER.
Darüber hinaus wirkt Meyer in diversen Verwaltungsräten mit. Unter anderem war er während zehn Jahren Präsident des Verwaltungsrats der AG für die Neue Zürcher Zeitung und der Neuen Zürcher Zeitung AG, Vizepräsident des Verwaltungsrats der BDO Visura (bis 2003) sowie Mitglied des Verwaltungsrats der Jacobs Holding AG (bis 2020), der Adecco (bis 2004) und der Crealogix AG (bis 2001).
Von 1988 und 1990 war Meyer Präsident der Offiziersgesellschaft des Kantons Zürich.
Von 2002 bis 2012 war Meyer Präsident der Fachkommission für Empfehlungen zur Rechnungslegung Swiss GAAP FER und von 2005 bis 2015 Mitglied des Stiftungsrats der Swiss Luftfahrtstiftung. Bis 2019 war Meyer zudem Stiftungsrat und Präsident der Finanzkommission des SOS-Kinderdorfs Schweiz.

## Auszeichnungen
- 1975: Auszeichnung für die beste Liz.-Prüfung des Jahres 1974
- 1990: Unterrichtspreis der Abteilung für Landwirtschaft der ETH Zürich
- 2008, 2009, 2012, 2013 (FS und HS) und 2014: Der goldene Schwamm, Award für den besten Dozierenden eines Semesters des Fachvereins Ökonomie
- 2011: Auszeichnung für gute Lehre der Universität Zürich
- 2016: «Credit Suisse Award for Best Teaching»[7]

## Publikationen (Auszug)
- Finanzielles Rechnungswesen, Einführung mit Beispielen und Aufgaben, 4., überarbeitete Auflage, Schriftenreihe der EXPERTsuisse, Band 182, Zürich, 2020, 376 Seiten. ISBN 978-3-033-07810-9.
- Accounting, Ein Leitfaden für das Verständnis von Finanzberichten, 2., vollständig überarbeitete Auflage, Schriftenreihe der Treuhand-Kammer, Band 187, Zürich 2017, 298 Seiten. ISBN 978-3-033-06311-2.
- Konzernrechnung, Aussagekräftige konsolidierte Abschlüsse unter Beachtung nationaler und internationaler Accountingstandards, 2., überarbeitete Auflage, Schriftenreihe der EXPERTsuisse, Band 179, Zürich 2016, 458 Seiten. ISBN 978-3-033-05475-2.
- Konzernrechnung, Einführung in die Systematik des konsolidierten Abschlusses, 3., überarbeitete Auflage, Schriftenreihe der EXPERTsuisse, Band 178, Zürich 2021, 173 Seiten. ISBN 978-3-033-07933-5.
- Consolidated Financial Statements, An Introduction, Schriftenreihe der Treuhand-Kammer, Band 186, Zürich 2012, 181 Seiten. ISBN 978-3-908159-95-7.
- Consolidated Financial Statements, An Integrated Approach in Compliance with National and International Accounting Standards, Schriftenreihe der Treuhand-Kammer, Band 181, Zürich 2009, 503 Seiten. ISBN 978-3-908159-75-9.
- 225 Jahre NZZ – Das Unternehmen von 1780 bis 2005, Verlag NZZ, Zürich 2005, 277 Seiten (unter Mitarbeit von Pascal Morf).
- Kleiner Merkur, Betriebswirtschaft (Hrsg. zusammen mit Gabriela Nagel-Jungo und Nicole Brockhaus-Soldenhoff), 7. Auflage, Zürich 2014, 663 Seiten.
- Swiss GAAP FER – Erläuterungen, Illustrationen und Beispiele (Hrsg.), Verlag SKV, 2. Auflage, Zürich 2014, 384 Seiten.
- Kleiner Merkur, Recht (Hrsg. zusammen mit Klaus Matthis), 9. Auflage, Zürich 2013, 1064 Seiten.
- Gründe und Konsequenzen eines Wechsels von IFRS zu Swiss GAAP FER, in: EXPERT FOCUS, 5/2018, S. 411–415 (zusammen mit Peter Fiechter und Ursina Hüppin)
- Ausgestaltung von Earnouts bei Transaktionen mit kontinentaleuropäischen Käuferunternehmen, in: Finanz- und Rechnungswesen – Jahrbuch 2018, S. 73–96 (zusammen mit Ursina Hüppin).
- Determinants and Consequences of a Voluntary Turn Away from IFRS to Local GAAP: Evidence from Switzerland, in: European Accounting Review, 15.09.2017, S. 1–35 (zusammen mit Peter Fiechter, Jerome Halberkann).
- Rechnungslegung – was gibt es Schöneres? Langer Marsch zur Überregulierung und wieder zurück, in: NZZ, Nr. 162/16.07.2014, S. 24
- Managementvergütung und Corporate Governance – Eine empirische Untersuchung Schweizer Publikumsgesellschaften, in: Der Schweizer Treuhänder, Nr. 10/2013, S. 693–699 (zusammen mit Peter Barmettler)
- Zurück zu den zentralen Prinzipien der Rechnungslegung, in: NZZ, Nr. 247/23.10.2012, S. 33